# Idiochlora contracta
Idiochlora contracta là một loài bướm đêm trong họ Geometridae.